# Gaby Nestler
Gaby Nestler (ur. 16 lutego 1967 w Annaberg-Buchholz) – niemiecka biegaczka narciarska reprezentująca NRD i Niemcy, brązowa medalistka mistrzostw świata.

## Kariera
Nigdy nie startowała na zimowych igrzyskach olimpijskich. W 1985 roku wystartowała na mistrzostwach świata w Seefeld in Tirol zdobywając wspólnie z Manuelą Drescher, Antje Misersky i Ute Noack brązowy medal w sztafecie 4x5 km co jest największym sukcesem jej kariery. Na tych samych mistrzostwach zajęła także 16. miejsce w biegu na 10 km techniką dowolną. Dwa lata później, podczas mistrzostw świata w Oberstdorfie była dziesiąta w biegu na 20 km techniką dowolną oraz czwarte miejsce w sztafecie. Reprezentantki NRD przegrały walkę o brązowy medal ze Szwedkami o 5,5 sekundy. Na kolejnych mistrzostwach Nestler już nie startowała.
Najlepsze wyniki w Pucharze Świata osiągnęła w sezonie 1985/1986, kiedy w klasyfikacji generalnej zajęła 6. miejsce. Dwukrotnie stawała na podium zawodów PŚ, w tym raz zwyciężyła. W 1987 roku zakończyła karierę.

## Osiągnięcia

### Mistrzostwa świata
| Miejsce | Dzień       | Rok  | Miejscowość      | Konkurencja           | Czas biegu | Strata  | Zwyciężczyni        |
| ------- | ----------- | ---- | ---------------- | --------------------- | ---------- | ------- | ------------------- |
| 16.     | 19 stycznia | 1985 | Seefeld in Tirol | 10 km stylem dowolnym | 30:54,8    | ?       | Anette Bøe          |
| 3.      | 23 stycznia | 1985 | Seefeld in Tirol | Sztafeta 4x5 km       | 1:04:50,1  | +1:06,9 | ZSRR                |
| 4.      | 18 lutego   | 1987 | Oberstdorf       | Sztafeta 4x5 km       | 58:08,8    | +1:37,7 | ZSRR                |
| 10.     | 20 lutego   | 1987 | Oberstdorf       | 20 km stylem dowolnym | 57:20,5    | +2:02,9 | Marie-Helene Westin |

### Mistrzostwa świata juniorów
| Miejsce | Dzień     | Rok  | Miejscowość | Konkurencja             | Wynik   | Strata | Zwyciężczyni      |
| ------- | --------- | ---- | ----------- | ----------------------- | ------- | ------ | ----------------- |
| 3.      | 14 lutego | 1985 | Täsch       | 10 km stylem klasycznym | 31:24,3 | +10,0  | Anna-Lena Fritzon |
| 3.      | 16 lutego | 1985 | Täsch       | Sztafeta 3x5 km         | 44:47,1 | +31,6  | ZSRR              |
| 13.     | 13 lutego | 1986 | Lake Placid | 5 km stylem klasycznym  | 16:10,1 | +59,3  | Lubow Jegorowa    |
| DNS     | 15 lutego | 1986 | Lake Placid | Sztafeta 3x5 km         | 47:08,6 | -      | Norwegia          |
| 1.      | 17 lutego | 1986 | Lake Placid | 15 km stylem dowolnym   | 43:43,8 | -      | -                 |

### Puchar Świata

#### Miejsca w klasyfikacji generalnej
- sezon 1983/1984: 49.
- sezon 1984/1985: 24.
- sezon 1985/1986: 6.
- sezon 1986/1987: 26.

#### Miejsca na podium
| Nr | Dzień       | Rok  | Miejscowość | Konkurencja           | Czas biegu | Strata | Miejsce | Zwycięzca    |
| -- | ----------- | ---- | ----------- | --------------------- | ---------- | ------ | ------- | ------------ |
| 1. | 11 stycznia | 1986 | Les Saisies | 10 km stylem dowolnym | ?          | –      | 1       | –            |
| 2. | 18 stycznia | 1986 | Nové Město  | 20 km stylem dowolnym | ?          | ?      | 2       | Simone Opitz |